# Milizac

Milizac este o comună în departamentul Finistère, Franța. În 1 ianuarie 2018 avea o populație de 3.719 de locuitori.